# Förändring 2011

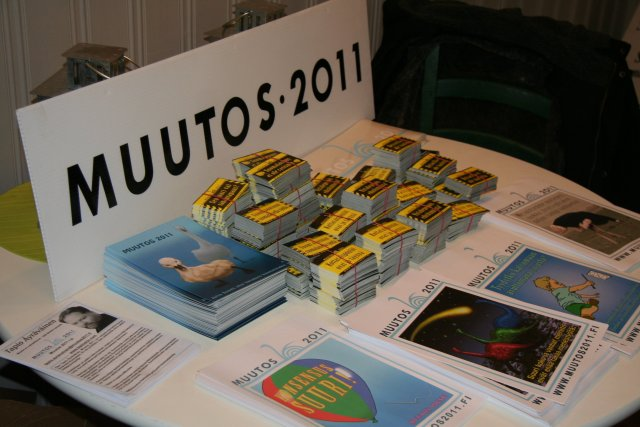
Förändring 2011:s valmaterial.

Förändring 2011 (finska: Muutos 2011) var ett finländskt politiskt parti, grundat 2009. I partiets ideologi spelade direkt demokrati, yttrandefrihet och invandringen viktiga roller. Partiledare var Jari Leino.
I riksdagsvalet i Finland 2011 fick partiet 0,26 % av rösterna (7 504 röster).
Partiet ströks från partiregistret 2015 eftersom det inte hade fått någon representation i något val.